# Friedrich Voelcker

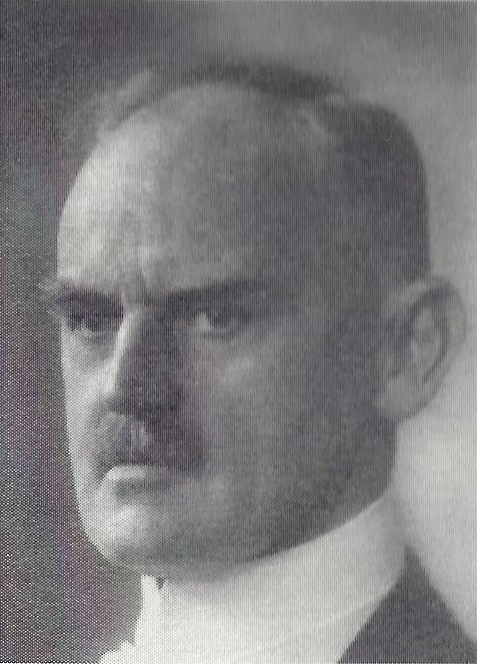
Friedrich Voelcker, um 1930

Friedrich Voelcker (genannt auch Fritz Voelcker; * 22. Juni 1872 in Speyer; † 19. März 1955 in Immenstadt) war ein deutscher Chirurg und Urologe.

## Leben
Voelckers Eltern waren der Gold- und Silberschmied Friedrich-Jakob Voelcker und seine Frau Anna-Marie geborene Rehberger, die in Speyer ein kleines Ladengeschäft betrieben.
Voelcker besuchte Schulen in Speyer und erhielt eine musikalische Ausbildung. Außerdem lernte er das väterliche Handwerk mit. Nach dem Militärdienst als Einjährig-Freiwilliger studierte er an der Ludwig-Maximilians-Universität München, der Friedrich-Wilhelms-Universität zu Berlin und wieder in München Medizin. In München wurde er 1895 zum Dr. med. promoviert. Um das Rüstzeug zum Führen einer chirurgischen Arztpraxis zu erwerben, ging er 1895/96 an die Kreiskrankenanstalt in Frankenthal (Pfalz).
1897 trat er in die Chirurgische Klinik der Ruprecht-Karls-Universität Heidelberg (1897–1906). Bei Vinzenz Czerny habilitierte er sich 1902 für Chirurgie. Ein (urologischer) Forschungsaufenthalt in Paris schloss sich an. Außerdem vertrat er einen Chirurgen in einem Aachener Krankenhaus. 1906 wurde er in Heidelberg zum Oberarzt und zum a.o. Professor ernannt. Zugleich baute er eine Privatklinik auf und heiratete 1909 Lili (* 1881), Tochter des Agrarwissenschaftlers Adolf Stengel. Über den ganzen Ersten Weltkrieg diente er als Stabsarzt der Landwehr und in Feldlazaretten der Preußischen Armee. Für seine Leistungen wurde Voelcker mit dem Eisernen Kreuz am weißen Bande und dem Kriegsverdienstkreuz (Baden) ausgezeichnet. Als Victor Schmieden 1919 von Halle nach Frankfurt wechselte und ein Nachfolger gesucht werden musste, schrieb August Bier dem Hallenser Dekan:

„Es gibt zwei Extraordinarien, die ohne ihr Verschulden in Vergessenheit geraten sind oder durch den Zunftklüngel nicht die richtige Beurteilung gefunden haben, die aber meiner Meinung nach sämtliche obengenannte Ordinarien überragen, Klapp in Berlin und Voelcker in Heidelberg. ... Das wissenschaftlich Beste, was Voelcker aufzuweisen hat, ist die Chromozystoskopie und die Funktionsprüfung der Nieren, die er mit Joseph zusammen in vortrefflicher Weise ausgearbeitet hat. ... Als Operateur und Lehrer soll er ausgezeichnet sein.“

Auch Erwin Payr setzte sich für Voelcker ein („eine ungewöhnlich sympathische Persönlichkeit“). Zum 1. Oktober 1919 berief der preußische Kultusminister Konrad Haenisch Voelcker als o. Professor und Direktor der Chirurgischen Klinik der Friedrichs-Universität Halle. Er war Dekan der Medizinischen Fakultät und wurde für das akademische Jahr 1928/29 zum Rektor der Friedrichs-Universität gewählt. In seiner Rektoratsrede befasste er sich mit der physiologischen Regeneration. Zu seiner Zeit (1933) wurde die Universität in Martin-Luther-Universität Halle-Wittenberg umbenannt. Als Direktor leitete er die Chirurgische Universitätsklinik bis zur Emeritierung 1937. 1940 siedelte er nach Berlin über, später nach Heidelberg und 1944 nach Bühl am Alpsee (Allgäu). Er nahm zahlreiche Urlaubsvertretungen in Krankenhäusern seiner Schüler wahr.
Voelcker entwickelte zahlreiche neue Operationsmethoden für den Körper und die Extremitäten (u. a. „Völckersche Spiralfedern“). Er gilt als ein Begründer der modernen Urologie. Mit Eugen Joseph entdeckte er 1903 das Indigokarmin als Farbstoff zur funktionellen Darstellung von Harnleiter und Niere. 1906 führte Voelcker die Chromozystoskopie in die Nierendiagnostik ein. Mehrere Jahre (ab 1921) stand er der Deutschen Urologischen Gesellschaft und (ab 1925) der Deutschen Gesellschaft für Chirurgie vor. In Halle entfaltete er eine weitreichende karitative Tätigkeit. Die Universität verdankte ihm die durch Geldbeträge und Immobilien reich ausgestattete Hackfeld-Voelcker-Stiftung, einem jüdischen Hilfswerk spendete er Mitte der 1930er Jahre 5000 Mark, um Verfolgten die Emigration zu ermöglichen. In nationalistischem Überschwang trat Voelcker 1933 in die Nationalsozialistische Deutsche Arbeiterpartei ein. Völlig desillusioniert trat er 1934 aus der Partei wieder aus, wodurch er an der Universität in Schwierigkeiten geriet.
In Immenstadt gestorben, wurde Voelcker auf dem Bergfriedhof (Heidelberg) unweit von Gustav Simon beerdigt.

## Veröffentlichungen (Auswahl)
- Diagnose der chirurgischen Nierenerkrankungen.
- Chirurgie der Samenblasen. Stuttgart 1912.
- mit Eugen Joseph: Funktionelle Nierendiagnostik ohne Ureterenkatheter. In: Münchner Medizinische Wochenschrift. Band 50, 1903, S. 2081–2080.
- mit Eugen Joseph: Chromozystoskopie. In: Deutsche Medizinische Wochenschrift. Band 30, 1904, S. 536–538.
- mit Erich Robert Wossidlo: Urologische Operationslehre. Leipzig 1924.

## Herausgeber
- Zeitschrift für urologische Chirurgie.

## Ehrungen
- Korrespondierendes Mitglied der Italienischen Gesellschaft für Urologie
- Korrespondierendes Mitglied der Argentinischen Gesellschaft für Urologie
- Ehrenmitglied der Ungarischen Gesellschaft für Urologie
- Ehrenmitglied der Spanischen Gesellschaft für Urologie
- Ehrenmitglied der Wiener Gesellschaft für Urologie
- Präsident (1921) und Ehrenmitglied der Deutschen Gesellschaft für Urologie
- Goethe-Medaille für Kunst und Wissenschaft (1942)
- Präsident (1932) und Ehrenmitglied (1943) der Deutschen Gesellschaft für Chirurgie
- Mitglied der Deutschen Akademie der Naturforscher Leopoldina (1924)
- Ehrenbürger von Speyer (1947)
- Friedrich-Voelcker-Weg in Speyer